# Tachikawa Kotaro
Tachikawa Kotaro (sinh ngày 4 tháng 1 năm 1997) là một cầu thủ bóng đá người Nhật Bản.

## Sự nghiệp câu lạc bộ
Tachikawa Kotaro hiện đang chơi cho AC Nagano Parceiro.